# Langues dadjo
Les langues dadjo (ou langues daju) sont un groupe de langues nilo-sahariennes, parlées au Tchad et dans le Darfour, au Soudan.

## Classification
Selon Lionel M. Bender, les langues dadjo sont un des groupes d'une branche des langues nilo-sahariennes, qu'il nomme le « noyau », dans laquelle il inclut quatre groupes, les soudanique oriental formant le premier. Un deuxième groupe est constitué par le nubien, le nara, le nyimang, et le tama. Un troisième groupe comprend le surmique, le djebel, le temein et le dadjo. Le nilotique est classé comme un quatrième groupe.

## Classification interne
Selon Bender, les langues dadjo sont :
- langues dadjo de l'ouest :
  - le dadjo, ou dar daju daju
  - le sila ou dar daju sila
  - le nyala
  - le njalgulgule
  - le lagowa
- langues dadjo de l'est : 
  - le liguri
  - le shatt

## Sources
- (fr) Bender, Lionel M., « Nilo-Saharien », dans Les langues africaines, Bernd Heine et Derek Nurse (éditeurs), pp. 55-120, Paris, Karthala, 2004  (ISBN 2-84586-531-7)
- (en) Arthur J. Aviles, 1997, The Morphology and Phonology of the Dar Daju Daju Language, Thèse, University of North Dakota.